# Saint-Martin-du-Boschet
Saint-Martin-du-Boschet è un comune francese di 299 abitanti situato nel dipartimento di Senna e Marna nella regione dell'Île-de-France.

## Società

### Evoluzione demografica
Abitanti censiti